# Coupe d'Europe des vainqueurs de coupe féminine de handball 2012-2013
Navigation
Coupe des coupes 2011-2012 Coupe des coupes 2013-2014
La Coupe d'Europe des vainqueurs de coupe féminine de handball 2012-2013 est la 37e édition de la Coupe d'Europe des vainqueurs de coupe féminine, compétition de handball créée en 1976 et organisée par l'EHF.
La compétition est remportée par le club autrichien d'Hypo Niederösterreich, vainqueur en finale de club français d'Issy Paris Hand. Pour Hypo NÖ, il s'agit de leur 9e coupe d'Europe après les huit titres remportés en Ligue des champions.

## Formule
La Coupe des Vainqueurs de Coupe est également appelée C2. Elle regroupe, au 2e tour, 32 équipes. Il est d’usage que les vainqueurs des Coupes Nationales respectives y participent.
L’arrivée régulière des clubs éliminés de la Ligue des Champions a considérablement relevé le niveau de cette Coupe d’Europe. L’ensemble des rencontres se dispute en matches aller-retour, y compris la finale.

## Tours préliminaires

### Premier tour
Équipes qualifiées
| Club                       | Nation | Club                        | Nation |
| -------------------------- | ------ | --------------------------- | ------ |
| HC Gomel                   |        | Lokomotiva Zagreb           |        |
| SPE Strovolos              |        | Britterm Veseli nad Moravou |        |
| OF Nea Ionia               |        | RK Žito Prilep              |        |
| HV Quintus                 |        | SPR Lublin                  |        |
| ADA Colegio Joao de Barros |        | Yellow Winterthur           |        |
| H43 Lund                   |        | Izmir BSB SK                |        |

| Club                            | Nation | Tournoi              |
| ------------------------------- | ------ | -------------------- |
| Iuventa Michalovce              |        | perdant du match A/R |
| LC Brühl Handball               |        | 4e du Groupe 1       |
| SV Dalfsen                      |        | 4e du Groupe 2       |
| Muratpaşa Belediyesi SK Antalya |        | 4e du Groupe 3       |

| Date Aller      | Nation | Club                            | Aller   | Total   | Retour  | Club | Nation                      | Date Retour     |
| --------------- | ------ | ------------------------------- | ------- | ------- | ------- | ---- | --------------------------- | --------------- |
| 13 octobre 2012 |        | SPR Lublin                      | 45 - 23 | 71 - 45 | 26 - 22 |      | ADA Colegio Joao de Barros  | 14 octobre 2012 |
| 13 octobre 2012 |        | Izmir BSB SK                    | 41 - 30 | 69 - 57 | 28 - 27 |      | Yellow Winterthur           | 14 octobre 2012 |
| 13 octobre 2012 |        | SPE Strovolos                   | 20 - 44 | 39 - 75 | 19 - 31 |      | SV Dalfsen                  | 20 octobre 2012 |
| 13 octobre 2012 |        | Iuventa Michalovce              | 30 - 22 | 53 - 46 | 23 - 24 |      | Britterm Veseli nad Moravou | 20 octobre 2012 |
| 14 octobre 2012 |        | Muratpaşa Belediyesi SK Antalya | 34 - 28 | 55 - 55 | 21 - 27 |      | Lokomotiva Zagreb           | 21 octobre 2012 |
| 20 octobre 2012 |        | LC Brühl Handball               | 32 - 30 | 60 - 63 | 28 - 33 |      | HC Gomel                    | 21 octobre 2012 |
| 20 octobre 2012 |        | OF Nea Ionia                    | 24 - 25 | 42 - 49 | 18 - 24 |      | HV Quintus                  | 21 octobre 2012 |
| 20 octobre 2012 |        | RK Žito Prilep                  | 31 - 25 | 53 - 45 | 22 - 20 |      | H43 Lund                    | 21 octobre 2012 |

### Deuxième tour
| Club               | Nation |
| ------------------ | ------ |
| HC Gomel           |        |
| Lokomotiva Zagreb  |        |
| RK Žito Prilep     |        |
| HV Quintus         |        |
| SV Dalfsen         |        |
| SPR Lublin         |        |
| Iuventa Michalovce |        |
| Izmir BSB SK       |        |

| Club                          | Nation |
| ----------------------------- | ------ |
| Team Esbjerg                  |        |
| Toulon Saint-Cyr Var Handball |        |
| TSV Bayer 04 Leverkusen       |        |
| Békéscsabai Előre NKSE        |        |
| Vaci NKSE                     |        |
| Stabæk Håndball               |        |
| HC Danubius Galati            |        |
| ŽORK Jagodina                 |        |

| Club                  | Nation | Tournoi         |
| --------------------- | ------ | --------------- |
| HC Leipzig            |        | 2e de Wild Card |
| Issy Paris Hand       |        | 3e de Wild Card |
| Vistal Laczpol Gdynia |        | 2e du Groupe 1  |
| Balonmano Bera Bera   |        | 3e du Groupe 1  |
| Byåsen Trondheim      |        | 2e du Groupe 2  |
| ŽRK Metalurg Skopje   |        | 3e du Groupe 2  |
| Rostov-Don            |        | 2e du Groupe 3  |
| ŽRK Zaječar           |        | 3e du Groupe 3  |

| Date Aller       | Nation | Club                          | Aller   | Total   | Retour  | Club                    | Nation | Date Retour      |
| ---------------- | ------ | ----------------------------- | ------- | ------- | ------- | ----------------------- | ------ | ---------------- |
| 10 novembre 2012 |        | ŽRK Metalurg Skopje           | 28 - 27 | 54 - 52 | 26 - 25 | SPR Lubin               |        | 11 novembre 2012 |
| 10 novembre 2012 |        | Balonmano Bera Bera           | 26 - 23 | 48 - 42 | 22 - 19 | HC Danubius Galati      |        | 11 novembre 2012 |
| 10 novembre 2012 |        | Team Esbjerg                  | 26 - 23 | 62 - 43 | 26 - 23 | HV Quintus              |        | 17 novembre 2012 |
| 10 novembre 2012 |        | RK Žito Prilep                | 21 - 35 | 38 - 66 | 17 - 31 | Issy Paris Hand         |        | 17 novembre 2012 |
| 10 novembre 2012 |        | ŽORK Jagodina                 | 23 - 26 | 37 - 51 | 14 - 25 | ŽRK Zaječar             |        | 17 novembre 2012 |
| 11 novembre 2012 |        | Lokomotiva Zagreb             | 28 - 26 | 48 - 55 | 20 - 29 | Vaci NKSE               |        | 17 novembre 2012 |
| 11 novembre 2012 |        | Békéscsabai Előre NKSE        | 22 - 27 | 50 - 51 | 28 - 24 | Stabæk Håndball         |        | 18 novembre 2012 |
| 11 novembre 2012 |        | Iuventa Michalovce            | 28 - 31 | 52 - 57 | 24 - 26 | Rostov-Don              |        | 18 novembre 2012 |
| 11 novembre 2012 |        | Toulon Saint-Cyr Var Handball | 31 - 28 | 49 - 57 | 18 - 29 | HC Leipzig              |        | 18 novembre 2012 |
| 17 novembre 2012 |        | Izmir BSB SK                  | 14 - 33 | 34 - 68 | 20 - 35 | TSV Bayer 04 Leverkusen |        | 18 novembre 2012 |
| 17 novembre 2012 |        | Vistal Laczpol Gdynia         | 40 - 26 | 65 - 49 | 25 - 23 | HC Gomel                |        | 18 novembre 2012 |
| 17 novembre 2012 |        | Byåsen Trondheim              | 29 - 24 | 53 - 39 | 24 - 15 | SV Dalfsen              |        | 18 novembre 2012 |

### Huitièmes de finale
| Club                    | Nation | Club                  | Nation |
| ----------------------- | ------ | --------------------- | ------ |
| Team Esbjerg            |        | Balonmano Bera Bera   |        |
| Issy Paris Hand         |        | HC Leipzig            |        |
| TSV Bayer 04 Leverkusen |        | Vaci NKSE             |        |
| ŽRK Metalurg Skopje     |        | Byåsen Trondheim      |        |
| Stabæk Håndball         |        | Vistal Laczpol Gdynia |        |
| ŽRK Zaječar             |        | Rostov-Don            |        |

| Club                    | Nation |
| ----------------------- | ------ |
| Hypo Niederösterreich   |        |
| ŽRK Podravka Koprivnica |        |
| HC Dinamo Volgograd     |        |
| Thüringer HC            |        |

Le tirage au sort a eu lieu le 20 novembre 2012.
| Date Aller       | Heure Aller | Nation | Club                  | Aller   | Total   | Retour  | Club                    | Nation | Date Retour     | Heure Retour |
| ---------------- | ----------- | ------ | --------------------- | ------- | ------- | ------- | ----------------------- | ------ | --------------- | ------------ |
| 1er février 2013 | 19h30       |        | Byåsen Trondheim      | 23 - 26 | 46 - 49 | 23 - 23 | HC Leipzig              |        | 3 février 2013  | 15h00        |
| 2 février 2013   | 18h00       |        | ŽRK Metalurg Skopje   | 11 - 29 | 35 - 61 | 24 - 32 | Thüringer HC            |        | 3 février 2013  | 15h00        |
| 2 février 2013   | 17h00       |        | Hypo Niederösterreich | 31 - 27 | 58 - 52 | 27 - 25 | TSV Bayer 04 Leverkusen |        | 3 février 2013  | 15h00        |
| 2 février 2013   | 14h00       |        | Rostov-Don            | 29 - 28 | 60 - 56 | 31 - 28 | Team Esbjerg            |        | 3 février 2013  | 14h00        |
| 2 février 2013   | 14h15       |        | Podravka Koprivnica   | 23 - 15 | 42 - 44 | 19 - 29 | Vaci NKSE               |        | 9 février 2013  | 16h00        |
| 3 février 2013   | 11h00       |        | Dinamo Volgograd      | 31 - 23 | 61 - 51 | 30 - 28 | ŽRK Zaječar             |        | 9 février 2013  | 19h00        |
| 3 février 2013   | 18h00       |        | Stabæk Håndball       | 19 - 23 | 44 - 49 | 25 - 26 | Issy Paris Hand         |        | 10 février 2013 | 16h00        |
| 3 février 2013   | 17h00       |        | Vistal Laczpol Gdynia | 32 - 20 | 39 - 49 | 17 - 29 | Balonmano Bera Bera     |        | 10 février 2013 | 12h30        |

## Phase finale
Le tirage au sort a eu lieu le 12 février 2013 à Vienne :
|  | Quarts de finale      | Quarts de finale      | Quarts de finale      | Quarts de finale      |                 |                 | Demi-finales | Demi-finales | Demi-finales | Demi-finales |  |  | Finale | Finale | Finale | Finale |
|  |                       |                       |                       |                       |                 |                 |              |              |              |              |  |  |        |        |        |        |
|  |                       |                       |                       |                       |                 |                 |              |              |              |              |  |  |        |        |        |        |
|  |                       |                       |                       |                       |                 |                 |              |              |              |              |  |  |        |        |        |        |
|  | Vaci NKSE             | Vaci NKSE             | 24                    | 23                    |                 |                 |              |              |              |              |  |  |        |        |        |        |
|  | Vaci NKSE             | Vaci NKSE             | 24                    | 23                    |                 |                 |              |              |              |              |  |  |        |        |        |        |
|  | Issy Paris Hand       | Issy Paris Hand       | 23                    | 27                    |                 |                 |              |              |              |              |  |  |        |        |        |        |
|  | Issy Paris Hand       | Issy Paris Hand       | 23                    | 27                    | Issy Paris Hand | Issy Paris Hand | 23           | 20           |              |              |  |  |        |        |        |        |
|  |                       |                       |                       |                       | Issy Paris Hand | Issy Paris Hand | 23           | 20           |              |              |  |  |        |        |        |        |
|  |                       |                       | Rostov-Don            | Rostov-Don            | 22              | 19              |              |              |              |              |  |  |        |        |        |        |
|  | Rostov-Don            | Rostov-Don            | Rostov-Don            | Rostov-Don            | 22              | 19              | 22           | 22           |              |              |  |  |        |        |        |        |
|  | Rostov-Don            | Rostov-Don            |                       |                       |                 |                 |              | 22           |              |              |  |  |        |        |        |        |
|  | HC Leipzig            | HC Leipzig            | 18                    | 24                    |                 |                 |              |              |              |              |  |  |        |        |        |        |
|  | HC Leipzig            | HC Leipzig            | 18                    | 24                    | Issy Paris Hand | Issy Paris Hand | 22           | 21           |              |              |  |  |        |        |        |        |
|  |                       |                       |                       |                       | Issy Paris Hand | Issy Paris Hand | 22           | 21           |              |              |  |  |        |        |        |        |
|  |                       |                       | Hypo Niederösterreich | Hypo Niederösterreich | 30              | 31              |              |              |              |              |  |  |        |        |        |        |
|  | Balonmano Bera Bera   | Balonmano Bera Bera   | Hypo Niederösterreich | Hypo Niederösterreich | 30              | 31              | 15           | 26           |              |              |  |  |        |        |        |        |
|  | Balonmano Bera Bera   | Balonmano Bera Bera   |                       |                       |                 |                 |              |              |              |              |  |  |        |        |        |        |
|  | Thüringer HC          | Thüringer HC          | 33                    | 38                    |                 |                 |              |              |              |              |  |  |        |        |        |        |
|  | Thüringer HC          | Thüringer HC          | 33                    | 38                    | Thüringer HC    | Thüringer HC    | 32           | 22           |              |              |  |  |        |        |        |        |
|  |                       |                       |                       |                       | Thüringer HC    | Thüringer HC    | 32           | 22           |              |              |  |  |        |        |        |        |
|  |                       |                       | Hypo Niederösterreich | Hypo Niederösterreich | 32              | 24              |              |              |              |              |  |  |        |        |        |        |
|  | Dinamo Volgograd      | Dinamo Volgograd      | Hypo Niederösterreich | Hypo Niederösterreich | 32              | 24              | 22           | 31           |              |              |  |  |        |        |        |        |
|  | Dinamo Volgograd      | Dinamo Volgograd      |                       |                       |                 |                 |              | 31           |              |              |  |  |        |        |        |        |
|  | Hypo Niederösterreich | Hypo Niederösterreich | 31                    | 25                    |                 |                 |              |              |              |              |  |  |        |        |        |        |
|  | Hypo Niederösterreich | Hypo Niederösterreich | 31                    | 25                    |                 |                 |              |              |              |              |  |  |        |        |        |        |
|  |                       |                       |                       |                       |                 |                 |              |              |              |              |  |  |        |        |        |        |

### Quarts de finale
| Date Aller   | Club                | Aller   | Total   | Retour  | Club                  | Date Retour  |
| ------------ | ------------------- | ------- | ------- | ------- | --------------------- | ------------ |
| 9 mars 2013  | Vaci NKSE           | 24 - 23 | 47 - 50 | 23 - 27 | Issy Paris Hand       | 15 mars 2013 |
| 9 mars 2013  | Balonmano Bera Bera | 15 - 33 | 41 - 71 | 26 - 38 | Thüringer HC          | 17 mars 2013 |
| 10 mars 2013 | Dinamo Volgograd    | 22 - 31 | 53 - 56 | 31 - 25 | Hypo Niederösterreich | 16 mars 2013 |
| 10 mars 2013 | Rostov-Don          | 22 - 18 | 44 - 42 | 22 - 24 | HC Leipzig            | 16 mars 2013 |

### Demi-finales
| Date Aller   | Club            | Aller   | Total   | Retour  | Club                  | Date Retour   |
| ------------ | --------------- | ------- | ------- | ------- | --------------------- | ------------- |
| 5 avril 2013 | Issy Paris Hand | 23 - 22 | 43 - 41 | 20 - 19 | Rostov-Don            | 13 avril 2013 |
| 7 avril 2013 | Thüringer HC    | 32 - 32 | 54 - 56 | 22 - 24 | Hypo Niederösterreich | 13 avril 2013 |

### Finale
| Date Aller | Club            | Aller   | Total   | Retour  | Club                  | Date Retour |
| ---------- | --------------- | ------- | ------- | ------- | --------------------- | ----------- |
| 5 mai 2013 | Issy Paris Hand | 22 - 30 | 43 - 61 | 21 - 31 | Hypo Niederösterreich | 11 mai 2013 |

Détails des deux matchs de la finale
| 5 mai 2013 16 h 00 | Issy Paris Hand  | 22 - 30   | Hypo Niederösterreich | Palais de Sport Robert Charpentier à Issy-les-Moulineaux Affluence : 2 000 Arbitrage : Valdemaras Liachovicius Valdas Gecevicius |
| 5 mai 2013 16 h 00 | Jasna Tošković 7 | (11 - 16) | Gorica Aćimović 9     | Palais de Sport Robert Charpentier à Issy-les-Moulineaux Affluence : 2 000 Arbitrage : Valdemaras Liachovicius Valdas Gecevicius |
| 5 mai 2013 16 h 00 | ×3 ×2            | Rapport   | ×2                    | Palais de Sport Robert Charpentier à Issy-les-Moulineaux Affluence : 2 000 Arbitrage : Valdemaras Liachovicius Valdas Gecevicius |

| 11 mai 2013 20 h 30 | Hypo Niederösterreich     | 31 - 21  | Issy Paris Hand    | BSFZ Südstadt à Maria Enzersdorf Affluence : 1 020 Arbitrage : Dennis Engkebølle Stenrand Anders Kaerlund Birch |
| 11 mai 2013 20 h 30 | Alexandra do Nascimento 7 | (16 - 8) | Charlotte Mordal 5 | BSFZ Südstadt à Maria Enzersdorf Affluence : 1 020 Arbitrage : Dennis Engkebølle Stenrand Anders Kaerlund Birch |
| 11 mai 2013 20 h 30 | ×3                        | Rapport  | ×3                 | BSFZ Südstadt à Maria Enzersdorf Affluence : 1 020 Arbitrage : Dennis Engkebølle Stenrand Anders Kaerlund Birch |

## Les championnes d'Europe
| Championne d'Europe EHF des vainqueurs de coupe 2013 Hypo Niederösterreich 1er titre |

## Statistiques
| Rang | Joueuse                 | Équipe                | Buts |
| ---- | ----------------------- | --------------------- | ---- |
| 1    | Regina Shymkute         | Rostov-Don            | 64   |
| 2    | Alexandra do Nascimento | Hypo Niederösterreich | 58   |
| 3    | Gorica Aćimović         | Hypo Niederösterreich | 45   |